# Mattel
Mattel, Inc. är en av världens största leksakstillverkare. Det tillverkar och säljer bland annat dockan Barbie. Företaget bildades 1945.
2011 utsattes Mattel för en Greenpeace-kampanj, eftersom organisationen sade sig ha bevis för att förpackningen till Barbiedockorna kommer från skövlade indonesiska regnskogar.